# Min barndoms jul (album av Mia Marianne och Per Filip)
Min barndoms jul är ett julalbum från 1978 av Mia Marianne och Per Filip.

## Låtlista
1. När juldagsmorgon glimmar (Wir hatten gebauet ein stattliches Haus) (trad) - Abel Burckhardt)
2. Det är en ros utsprungen (Es ist ein Ros Entsprungen) - (trad.)
3. O kom alla trogna (Adeste Fideles) - (John Francis Wade)
4. Min barndoms jul - (K E Filip Olsson, Emil Hagström)
5. Afton i advent - (K E Filip Olsson, Emil Hagström)
6. O helga natt (Cantique de Noël) (Adolphe Adam)
7. Mariae Wiegenlied  (op 76:52)  (Maria går i rosengård) - Max Reger
8. Stilla natt (Stille Nacht, Heilige Nacht) - Franz Gruber
9. Julvisa (op 1:4) (Stille Nacht, Heilige Nacht) - Zacharias Topelius, Jean Sibelius
10. Kanske det är natt hos dig - Per Filip, Bo Setterlind
11. Betlehems stjärna (Gläns över sjö och strand) - Alice Tegnér, Viktor Rydberg
12. Psaltarpsalm, nr 24 (Davids psalm, nr 24) (Gören portarna höga) / G. Wennerberg

## Listplaceringar
| Lista (1978) | Topplacering |
| ------------ | ------------ |
| Sverige      | 32           |

### Fotnoter
1. ↑  ”Min barndoms jul”. Svensk mediedatabas. 27 februari 1978. http://smdb.kb.se/catalog/id/001889341. Läst 24 augusti 2014.
2. ↑  ”Min barndoms jul”. Swedishcharts. 27 februari 1978. http://swedishcharts.com/showitem.asp?interpret=Mia+Mariann+%26+Per+Philip&titel=Min+barndoms+jul&cat=a. Läst 24 augusti 2014.